# Kirchenpaueria curvata
Kirchenpaueria curvata is een hydroïdpoliep uit de familie Kirchenpaueriidae. De poliep komt uit het geslacht Kirchenpaueria. Kirchenpaueria curvata werd in 1904 voor het eerst wetenschappelijk beschreven door Elof Jäderholm.
De soort werd in 1902 gevonden bij de Falklandeilanden tijdens de Zweedse Antarctica-expeditie van 1901-1903.